# آليا أبرامز
آليا أبرامز (بالإنجليزية: Aliyah Abrams)‏ هي منافسة ألعاب القوى غيانية، ولدت في 3 أبريل 1997.

## وصلات خارجية
- آليا أبرامز على موقع الاتحاد الدولي لألعاب القوى (الإنجليزية)
- آليا أبرامز على موقع TFRRS.org (الإنجليزية)
- آليا أبرامز على موقع اللجنة الأولمبية الدولية (الإنجليزية)
- آليا أبرامز على موقع أوليمبيديا (الإنجليزية)